# Heinrich Schultes
Heinrich Schultes (* 21. August 1912 in Aschaffenburg; † 10. Oktober 2000 in Bad Kissingen) war ein deutscher Theologe und Priester.
Nachdem er 1931 das Abitur am humanistischen Gymnasium in Aschaffenburg abgelegt hatte, studierte Schultes katholische Theologie in Würzburg. Während des Studiums trat er der katholischen Studentenverbindung W.k.St.V. Unitas-Hetania bei. Von 1936 bis 1944 war er  Kaplan und Katechet in Lohr am Main, Würzburg und Schweinfurt, danach bis 1962 Pfarrer und Stadtdekan in Schweinfurt und danach bis 1968 Domkapitular, Dompfarrer und Stadtdekan in Würzburg. Von 1969 bis 1987 war er Referent der Caritas am Bischöflichen Ordinariat und erster Vorsitzender des Caritasverbands für die Diözese Würzburg. Ferner gehörte er dem Zentralvorstand und dem Zentralrat des Deutschen Caritasverbandes an, war zweiter Landesvorsitzender des Bayerischen Klerusverbandes und saß im Vorstand der Bundesarbeitsgemeinschaft für Beratungsdienste. 1975 erhielt er das päpstliche Ehrenprälat. Von 1973 bis 1983 saß er für die Gruppe der Wohltätigkeitsorganisationen im Bayerischen Senat.